# يان كامبل (سياسي)
يان كامبل (بالإنجليزية: Ian Campbell)‏ هو سياسي أسترالي، ولد في 22 مايو 1959 في برث في أستراليا. حزبياً، نشط في الحزب الليبرالي الأسترالي. وقد انتخب عضو مجلس الشيوخ الأسترالي ‏ عن دائرة أستراليا الغربية (16 مايو 1990 – 31 مايو 2007).